# Zofia Wilczyńska (polityk)
Zofia Wilczyńska (ur. 24 maja 1942 w Wodniku w województwie wołyńskim, zm. 15 czerwca 2024) – polska polityk, nauczycielka, posłanka na Sejm X, II, III i IV kadencji.

## Życiorys
W 1978 ukończyła studia na Wydziale Pedagogicznym Wyższej Szkoły Pedagogicznej w Słupsku. Od 1963 pracowała jako nauczycielka, w latach 1974–1993 była dyrektorem przedszkola w Połczynie-Zdroju. Zasiadała w Powiatowej Radzie Narodowej w Świdwinie (1964–1974). Przez wiele lat zasiadała w kierownictwie Polskiego Towarzystwa Turystyczno-Krajoznawczego, była również przewodniczącą Zarządu Miejskiego Ligi Kobiet Polskich w Połczynie-Zdroju.
W 1976 wstąpiła do Polskiej Zjednoczonej Partii Robotniczej, do której należała do jej rozwiązania. W latach 1989–1991 pełniła funkcję posła na Sejm X kadencji z okręgu szczecineckiego, w trakcie kadencji wstąpiła do Poselskiego Klubu Pracy. W 1993, 1997 i 2001 uzyskiwała ponownie mandat poselski w okręgach koszalińskich: nr 20 i nr 40. Przez trzy kadencje reprezentowała Sojusz Lewicy Demokratycznej (z przerwą od maja do września 2004, gdy zasiadała w klubie Unii Pracy). W 2005 nie ubiegała się o reelekcję. W wyborach samorządowych w 2006 bezskutecznie kandydowała na radną powiatu świdwińskiego.

## Odznaczenia
- Złoty Krzyż Zasługi (1985)
- Medal 40-lecia Polski Ludowej[2]